# Религиозна делюзия
Религиозна делюзия е всяка делюзия, включваща религиозни теми или предмети. Докато много малка част от психолозите характеризират почти всички религии като делюзия, други се насочват единствено към отричане на всяка духовна причина за симптомите, проявени от пациент и търсят други отговори, свързани с химическия дисбаланс в мозъка, въпреки че действително няма данни за патология при никакво психично заболяване, което означава, че диагноза се прави изцяло на мнението на специалисти, базирани на симптоми проявени от самия човек. Феноменологично погледнато, въпросът за делюзиите е актуален само с оглед на предрешаването на колизиите между норма и патология изцяло в полза на нормата. Но един такъв публичен критерий изобщо не докосва априори разкриващото се емпирично съдържание на делюзионната представа откъм дискретния субект на опита.

## Дефиниция
Индивиди, живеещи в религиозни делюзии са замислени за религиозни теми, които не са в рамките на очакваните вярвания за средата на индивида, включително културата, образованието, както и известни религиозни преживявания. Тези занимания са неуместни с настроението на обекта.